# Белый, Владимир Алексеевич
Влади́мир Алексе́евич Бе́лый (8 июня 1922, Краснодар, Советская Россия — 17 августа 1994) — белорусский учёный в области механики металлополимерных систем, трения и композиционного материаловедения. Академик Академии наук БССР (1972; член-корреспондент с 1969), доктор технических наук (1971), профессор (1971). Заслуженный изобретатель БССР (1967), лауреат Государственной премии БССР, заслуженный деятель науки и техники БССР (1978). В 1975-1985 годах депутат Верховного Совета БССР.

## Биография
Родился 8 июня 1922 года в Краснодаре. В 1945 году с отличием окончил Ростовский институт железнодорожного транспорта. Поступил в аспирантуру, в 1953 году защитил кандидатскую диссертацию по проблемам трения и износа материалов.
Работал деканом и заведующим кафедрой «Детали машин» Белорусского института инженеров железнодорожного транспорта в Гомеле. С 1960 года заведующий лабораторией «Техническая механика», с 1963 года руководитель лаборатории, преобразованной в отдел механики полимеров АН БССР. В 1969-1979 годах директор Института механики металлополимерных систем АН БССР.
Преподавать начал в Гомельском государственном университете. В 1969-1973 годах занимал пост ректора Гомельского государственного университета. В 1973-1987 годах — вице-президент АН БССР.
C 1978 года по 1983 год занимал пост ректора Белорусского государственного университета. Университет под его руководством вышел в первые ряды среди более чем 800 вузов СССР. В 1979, 1980 и 1981 годах университет награждался переходящим Красным знаменем Министерства высшего и среднего специального образования СССР и ЦК профсоюзов работников просвещения, высшей школы и научных учреждений.
С 1987 года — советник при дирекции Института механики металлополимерных систем, с 1993 года — почётный директор института. В 1979-1990 годах был главным редактором журнала «Трение и износ», членом экспертного совета ВАК СССР.

## Научная деятельность
Автор научных работ по исследованию взаимосвязи молекулярных и надмолекулярных структур полимеров с их физико-механическими свойствами, трению и износу полимеров. Разработал основы механики металлополимерных систем, расчета и конструирования металлополимерных изделий.
Им было написано более 750 научных работ, в том числе 11 монографий. Автор 350 изобретений, получил 20 патентов США, Англии, ФРГ, Японии, Италии, Франции, Швеции и других стран.

## Награды и премии
- Орден Трудового Красного Знамени (1967)
- Орден Октябрьской Революции (1971)
- Государственная премия БССР (1972)[4]
- Орден Ленина (1979)

## Память

Могила В. А. Белого

2 декабря 1994 года Кабинетом Министров Республики Беларусь было принято постановление № 220 «Об увековечении памяти В. А. Белого». В исполнение постановления Институту механики металлополимерных систем было присвоено имя В. А. Белого, а на здании Института (Гомель, ул. Кирова, 32а) была установлен памятный барельеф в честь учёного.
В феврале 2004 года Гомельский городской Совет депутатов принял решение присвоить находящемуся перед Институтом скверу имя В. А. Белого.
В 2012 году одной из улиц в Новобелицком районе г. Гомеля присвоено имя В. А. Белого.